# LeRoy Percy

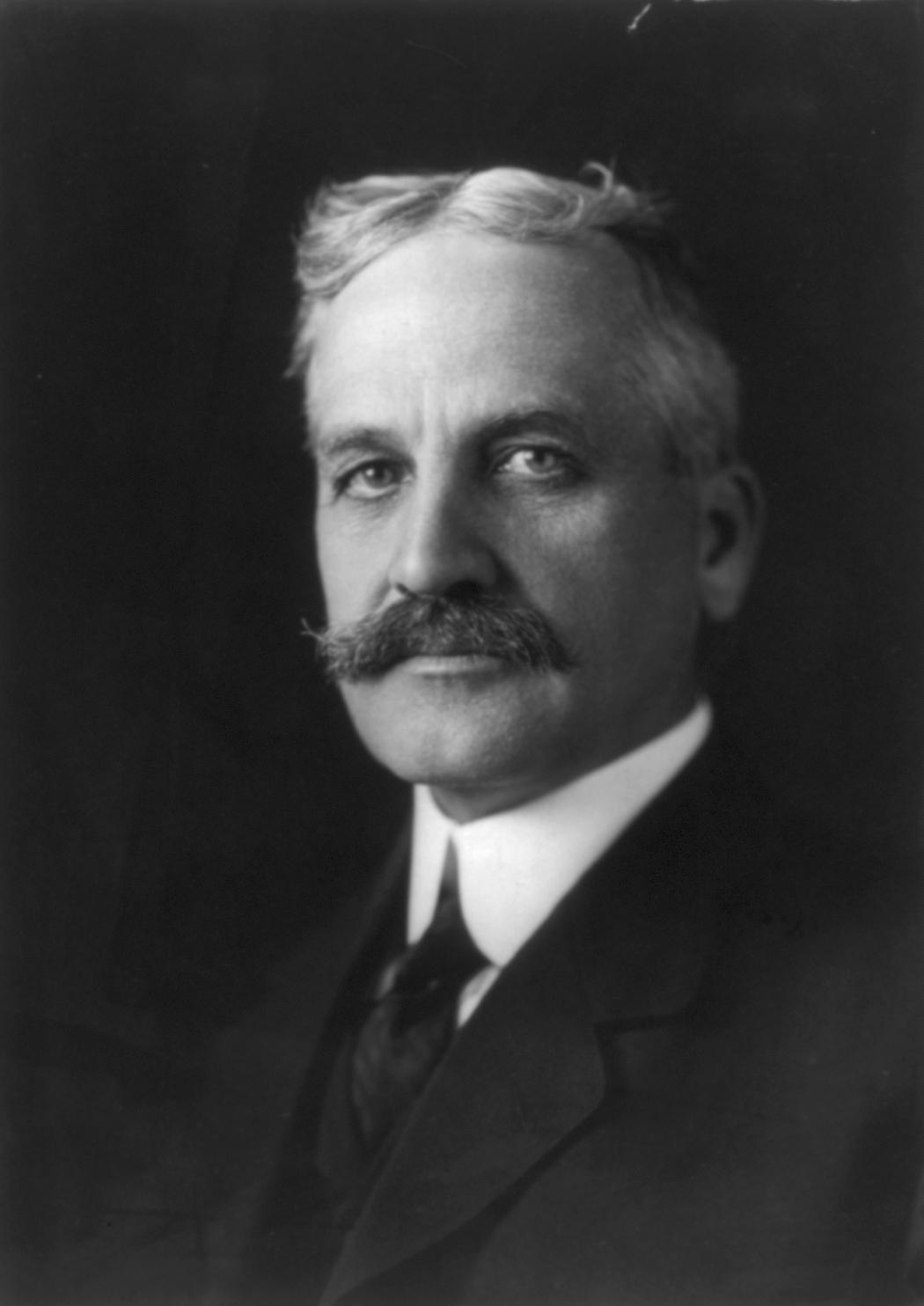
LeRoy Percy (ca. 1910)

LeRoy Percy (* 9. November 1860 bei Greenville,  Washington County,  Mississippi; † 24. Dezember 1929 in Memphis, Shelby County, Tennessee) war ein US-amerikanischer Politiker. Von 1910 bis 1913 vertrat er den Bundesstaat  Mississippi im US-Senat.

## Werdegang
LeRoy Percy besuchte die öffentlichen Schulen seiner Heimat und studierte danach bis 1879 an der  University of the South in Sewanee in Tennessee. Nach einem anschließenden Jurastudium an der University of Virginia in Charlottesville und seiner im Jahr 1881 erfolgten Zulassung als Rechtsanwalt begann er in  seinem Geburtsort Greenville in seinem neuen Beruf zu arbeiten. Dabei brachte er es zu einigem Reichtum, der es ihm erlaubte eine Plantage zu erwerben und mit Hilfe von afroamerikanischen Arbeitern zu bewirtschaften. Außerdem war er an anderen Plantagen beteiligt. Allmählich gewann er als Mitglied der Demokratischen Partei größeren politischen Einfluss. 
Nach dem Tod von US-Senator  Anselm J. McLaurin wurde zunächst James Gordon zu dessen kommissarischem Nachfolger bestimmt. Dann wurde LeRoy Percy in diese Position gewählt. Zwischen dem 23. Februar 1910 und dem 3. März 1913 beendete er die angebrochene Amtszeit McLaurins. Im Jahr 1910 gehörte er der Einwanderungskommission der Vereinigten Staaten an (United States Joint Immigration Commission). Für die Wahlen des Jahres 1912 wurde er von seiner Partei nicht mehr zur Wiederwahl nominiert. 
Nach seiner Zeit als US-Senator praktizierte LeRoy Percy wieder als Rechtsanwalt in Greenville. Außerdem setzte er seine landwirtschaftlichen Tätigkeiten fort. Seit 1914 war er auch einer der Direktoren der St. Louis Filiale des Federal Reserve Boards. Percy trat in seiner Heimat auch gegen den Ku-Klux-Klan auf und er war an der Bekämpfung der Mississippiflut des Jahres 1927 beteiligt. Er beauftragte seinen Sohn seine afroamerikanischen Arbeiter bei der Deichbefestigung um Greenville einzusetzen. LeRoy Percy starb am 24. Dezember 1929.